# Tenn dine vakre øyne
Tenn dine vakre øyne är ett musikalbum med Finn Kalvik utgivet av skivbolaget Polar Music 1982. Albumet spelades in i Polar Studios i Stockholm med Rutger Gunnarsson som musikproducent.

## Låtlista
1. "Karneval" – 3:27
2. "Lyset" – 3:32
3. "Tenn dine vakre øyne" – 3:56
4. "Om og om igjen" – 3:44
5. "Alt jeg har" – 3:35
6. "Barndommens jul" – 2:19
7. "Siste time (i skyggen av neutronbomben)" – 4:03
8. "Hvor enn jeg er" – 4:15
9. "Ha 'det" – 3:29
10. "Høyt spill" – 3:53
11. "En del av meg" – 3:51

- Samtliga låtar skrivna av Finn Kalvik.

## Medverkande
Musiker
- Finn Kalvik – sång, gitarr, körsång
- Lasse Wellander – gitarr
- Rutger Gunnarsson – basgitarr, gitarr, piano, percussion, körsång, arrangement
- Kjell Öhman – piano, körsång
- Michael Bolyos – synthesizer
- Peter Ljung – synthesizer, percussion
- Ola Brunkert – trummor
- Åke Sundqvist – trummor
- Magnus Persson – percussion, marimba
- Liza Öhman – körsång
- Maritza Horn – körsång
- Tomas Ledin – körsång
- Tommy Körberg – körsång
- Kungliga Hovkapellet – stråkinstrument
- The Three Boys – mandolin (på "Alt jeg har")

Produktion
- Rutger Gunnarsson – musikproducent
- Michael B. Tretow – ljudtekniker
- Calle Bengtsson – fotograf
- Rune Söderqvist – coverdesign